# Tratado de Tartu (Estonia-Rusia)

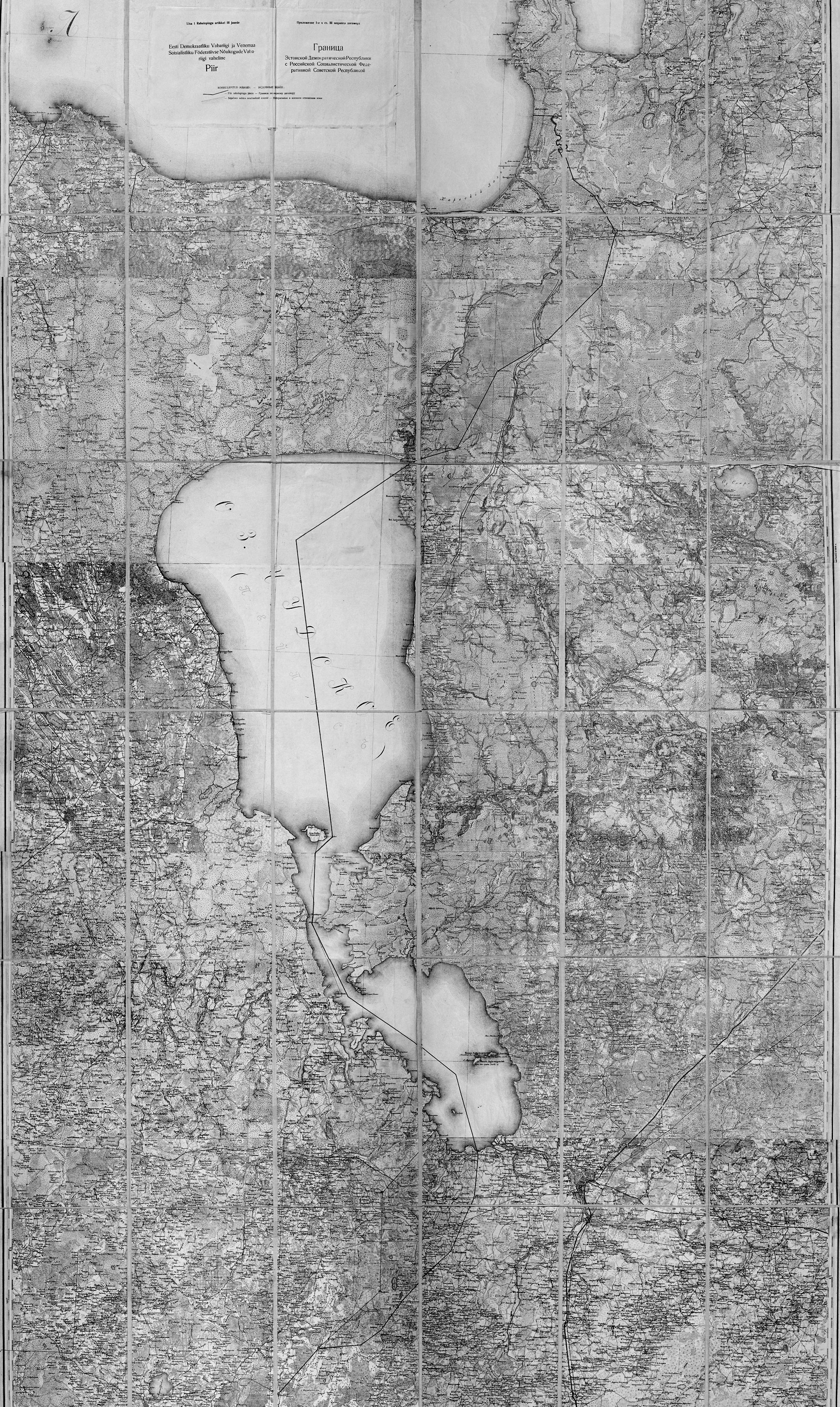
Frontera ruso-estonia según el Tratado.

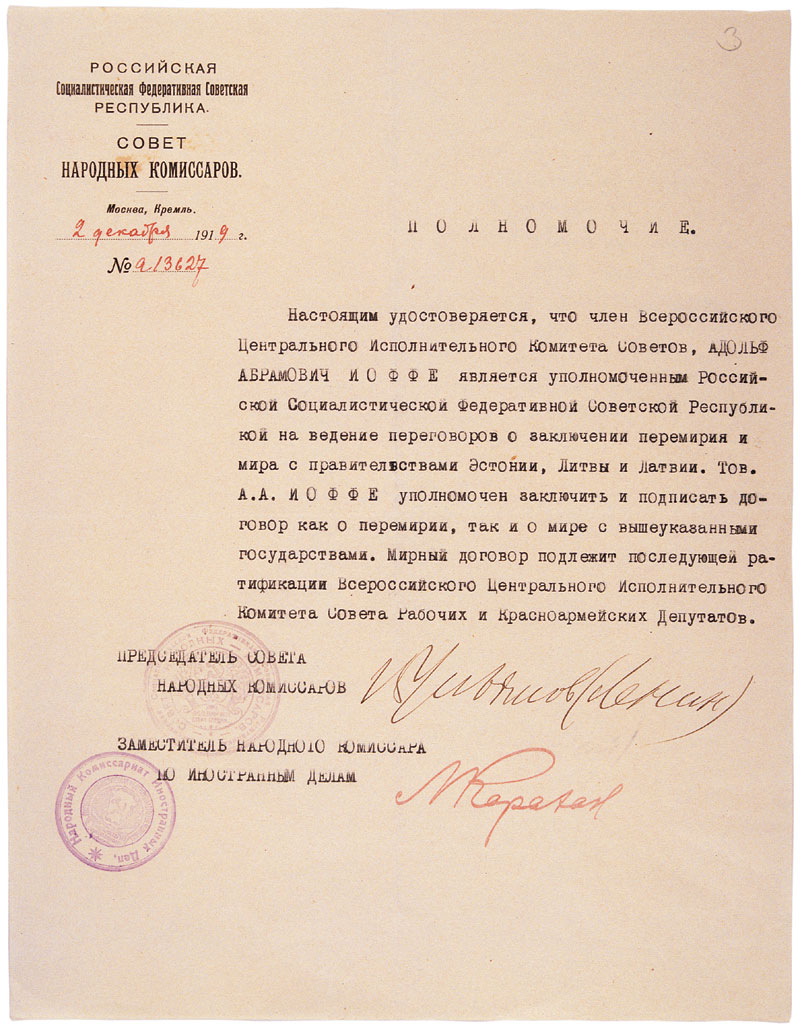
Poder dado por Lenin a Аdolf Joffe en presentación de la RSFS de Rusia en las negociaciones con Letonia, Lituania y Estonia

El Tratado de Paz de Tartu (en estonio: Tartu rahu, literalmente "La Paz de Tartu") o el Tratado de Tartu fue un tratado de paz firmado entre Estonia y la RSFS de Rusia el 2 de febrero de 1920 y que puso fin a la Guerra de Independencia de Estonia. Según los términos del tratado, "Rusia reconoce sin reservas" la independencia de la República de Estonia de iure y renuncia a perpetuidad a todos sus derechos sobre el territorio de Estonia.

## Disposiciones del Tratado
El tratado estableció la frontera entre Estonia y Rusia (incluyendo en la primera Ivángorod y su fortaleza), afirmó el derecho de Estonia a que las personas que habían abandonado el país regresaran a Estonia y el de Rusia a que hicieran lo propio con este país. Asimismo, exigía que los bienes muebles estonios evacuados a Rusia durante la Primera Guerra Mundial retornaran a Estonia. Rusia también acordó absolver de toda la deuda de Estonia de los tiempos zaristas y pagar a Estonia quince millones de oro en rublos, una parte proporcional de las reservas de oro del antiguo Imperio ruso. Además, Rusia acordó entregar concesiones para explotar un millón de hectáreas de tierras forestales de Rusia y para construir una línea de ferrocarril desde la frontera de Estonia hasta Moscú. A cambio, Estonia se comprometió a permitir que la RSFS de Rusia construyera un puerto libre en Tallin o en algún otro puerto y de erigir una central eléctrica en el río Narva.

## Signatarios
El tratado fue firmado por Jaan Poska por la parte estonia y por Adolf Joffe para la Rusia soviética, así como por otros representantes de ambas partes.

## Significado
El Tratado de Paz de Tartu es considerado como el certificado de nacimiento de la República de Estonia. El tratado también fue de máxima importancia para la diplomáticamente aislada Rusia soviética, con un Lenin que expresó su satisfacción con el tratado por significar "una victoria incomparable sobre el imperialismo occidental". Algunos miembros del Entente se opusieron al tratado, con la intención de mantener en la Rusia soviética en el aislamiento internacional.

## Consecuencias
Después de la firma, la Rusia soviética incumplió varios puntos del tratado. Por ejemplo, las colecciones de los museos de la Universidad de Tartu no han sido devueltos hasta el día de hoy, y permanecen en Vorónezh y la vuelta de los estonios se obstaculizó. Posteriormente, Estonia fue invadida, ocupada y anexada por la Unión Soviética como parte del Pacto Mólotov-Ribbentrop.